# Gabriel Koyambounou
Gabriel Jean-Edouard Koyambounou (ur. 1947 w Bangi) – środkowoafrykański polityk, premier Republiki Środkowoafrykańskiej od 12 kwietnia 1995 do 6 czerwca 1996.
Pochodzi z Bangi, ukończył studia na Uniwersytecie w Abidżanie oraz Ecole nationale des douanes w Neuilly-sur-Seine. Pracował następnie jako urzędnik. W 1995 powołany na stanowisko premiera wskutek odwołania oskarżanego o korupcję gabinetu Jean-Luca Mandaby, funkcję pełnił przez rok. Później do 2003 roku pełnił funkcję ministra komunikacji, poczty i telekomunikacji. Po zamachu stanu z 2003 utracił fotel ministra i ukrywał się w ambasadzie w Bangi. Zasiadał też na czele krajowej federacji piłki ręcznej. 6 grudnia 2004 oskarżono go o niewłaściwe użycie publicznych środków. W styczniu 2006 po odwołaniu Luca Dondona Apollinaire'a Konamabaye został tymczasowo powołany na stanowisko wiceprezydenta u boku François Bozizé. W 2012 wypuszczono go z aresztu.